# نخل سلیمان
نخل سلیمان (نام علمی: Cyrtostachys kisu) نام یک گونه از سرده خمیده‌خوشه‌ها است.